# Академічне веслування на літніх Олімпійських іграх 2012 — одиночки (жінки)
Змагання з академічного веслування серед одиночок у жінок на Олімпійських іграх 2012 проводяться з 28 липня до 4 серпня.
У змаганнях брали участь 28 екіпажів з різних країн.

## Медалісти
| Золото             | Срібло           | Бронза   |
| Мірослава Кнапкова | Фіє Удбі Еріхсен | Кім Кроу |

## Розклад змагань
Усі запливи розпочинались за британським літнім часом
| Дата                     | Час   | Раунд             |
| ------------------------ | ----- | ----------------- |
| Субота, 28 липня, 2012   | 13:30 | Відбірковий раунд |
| Неділя, 29 липня, 2012   | 10:20 | Втішні заїзди     |
| Вівторок, 31 липня, 2012 | 11:40 | Чвертьфінали      |
| Четвер, 2 серпня, 2012   | 09:30 | Півфінали         |
| Субота, 4 серпня, 2012   | 09:30 | Фінали            |

## Змагання

### Відбірковий раунд
Перші  чотири спортсмени з кожного заїзду безпосередньо проходять до чвертьфіналу змагань. Всі інші спортсмени потрапляють у втішні заїзди, де будуть розіграні ще чотири місця у чвертьфіналах.
| Місце | Спортсмен          | Країна        | Час     | Примітки      |
| ----- | ------------------ | ------------- | ------- | ------------- |
| 1     | Емма Твігг         | Нова Зеландія | 7:40.24 | Чвертьфінал   |
| 2     | Доната Віштартайте | Литва         | 7:43.07 | Чвертьфінал   |
| 3     | Саніта Пушпуре     | Ірландія      | 7:49.35 | Чвертьфінал   |
| 4     | Кіссья да Коста    | Бразилія      | 8:07.75 | Чвертьфінал   |
| 5     | Люсія Палермо      | Аргентина     | 8:07.89 | Втінші заїзди |
| 6     | Сулмаз Аббасі      | Іран          | 8:17.46 | Втінші заїзди |

| Місце | Спортсмен            | Країна         | Час     | Примітки      |
| ----- | -------------------- | -------------- | ------- | ------------- |
| 1     | Кім Кроу             | Австралія      | 7:41.18 | Чвертьфінал   |
| 2     | Наталія Мустафаєва   | Азербайджан    | 7:46.01 | Чвертьфінал   |
| 3     | Мішін Торнікрофт     | Зімбабве       | 7:47.10 | Чвертьфінал   |
| 4     | Яріульвіс Кобас      | Куба           | 7:48.58 | Чвертьфінал   |
| 5     | Каміла Варгас Паломо | Сальвадор      | 8:01.60 | Втінші заїзди |
| 6     | Кім Є-Джі            | Південна Корея | 8:04.68 | Втінші заїзди |

| Місце | Спортсмен                    | Країна    | Час     | Примітки      |
| ----- | ---------------------------- | --------- | ------- | ------------- |
| 1     | Мірослава Кнапкова           | Чехія     | 7:24.17 | Чвертьфінал   |
| 2     | Фіє Удбі Еріхсен             | Данія     | 7:29.37 | Чвертьфінал   |
| 3     | Марі-Луїз Дрегер             | Німеччина | 7:44.23 | Чвертьфінал   |
| 4     | Пхуттхаракса Нігрі-Роденбург | Таїланд   | 7:52.62 | Чвертьфінал   |
| 5     | Светлана Германовіч          | Казахстан | 8:01.94 | Втінші заїзди |
| 6     | Раша Сула                    | Туніс     | 8:19.31 | Втінші заїзди |

| Місце | Спортсмен         | Країна   | Час     | Примітки      |
| ----- | ----------------- | -------- | ------- | ------------- |
| 1     | Чжан Сююнь        | КНР      | 7:21.49 | Чвертьфінал   |
| 2     | Фріда Свенссон    | Швеція   | 7:32.61 | Чвертьфінал   |
| 3     | Габріела Москейра | Парагвай | 7:52.07 | Чвертьфінал   |
| 4     | Харуна Сакакібара | Японія   | 7:52.98 | Чвертьфінал   |
| 5     | Шве Зін Латт      | М'янма   | 8:10.15 | Втінші заїзди |

| Місце | Спортсмен            | Країна   | Час     | Примітки      |
| ----- | -------------------- | -------- | ------- | ------------- |
| 1     | Катерина Карстен     | Білорусь | 7:30.31 | Чвертьфінал   |
| 2     | Юлія Левіна          | Росія    | 7:32.06 | Чвертьфінал   |
| 3     | Дженевра Стоун       | США      | 7:33.68 | Чвертьфінал   |
| 4     | Дебора Оклі Гонсалес | Мексика  | 8:00.17 | Чвертьфінал   |
| 5     | Аміна Руба           | Алжир    | 8:15.94 | Втінші заїзди |

### Втішні заїзди
З кожного втішного заїзду у чвертьфінал проходило по два спортсмени. Решта веслярів продовжили змагання у фіналі E.
| Місце | Спортсмен           | Країна         | Час     | Примітки    |
| ----- | ------------------- | -------------- | ------- | ----------- |
| 1     | Кім Є-Джі           | Південна Корея | 7:50.64 | Чвертьфінал |
| 2     | Люсія Палермо       | Аргентина      | 7:52.49 | Чвертьфінал |
| 3     | Светлана Германовіч | Казахстан      | 7:53.63 | Фінал E     |
| 4     | Аміна Руба          | Алжир          | 8:12.83 | Фінал E     |

| Місце | Спортсмен            | Країна    | Час     | Примітки    |
| ----- | -------------------- | --------- | ------- | ----------- |
| 1     | Каміла Варгас Паломо | Сальвадор | 7:53.38 | Чвертьфінал |
| 2     | Сулмаз Аббасі        | Іран      | 8:05.99 | Чвертьфінал |
| 3     | Шве Зін Латт         | М'янма    | 8:09.59 | Фінал E     |
| 4     | Раша Сула            | Туніс     | 8:10.76 | Фінал E     |

### Чвертьфінали
З кожного чвертьфінального заїзду три перших спортсмена проходили в півфінал A/B, а троє що програли в півфінал C/D.

#### Чвертьфінал 1
| Місце | Спортсмен            | Країна        | Час     | Примітки     |
| ----- | -------------------- | ------------- | ------- | ------------ |
| 1     | Кім Кроу             | Австралія     | 7:34.29 | Півфінал A/B |
| 2     | Емма Твігг           | Нова Зеландія | 7:39.07 | півфінал A/B |
| 3     | Марі-Луїз Дрегер     | Німеччина     | 7:52.17 | Півфінал A/B |
| 4     | Дебора Оклі Гонсалес | Мексика       | 8:10.97 | Півфінал C/D |
| 5     | Габріела Москейра    | Парагвай      | 8:14.36 | Півфінал C/D |
| 6     | Сулмаз Аббасі        | Іран          | 8:27.28 | Півфінал C/D |

#### Чвертьфінал 2
| Місце | Спортсмен            | Країна    | Час     | Примітки     |
| ----- | -------------------- | --------- | ------- | ------------ |
| 1     | Мірослава Кнапкова   | Чехія     | 7:35.35 | Півфінал A/B |
| 2     | Дженевра Стоун       | США       | 7:39.67 | Півфінал A/B |
| 3     | Фріда Свенссон       | Швеція    | 7:40.64 | Півфінал A/B |
| 4     | Саніта Пушпуре       | Ірландія  | 7:44.19 | Півфінал C/D |
| 5     | Яріульвіс Кобас      | Куба      | 7:56.89 | Півфінал C/D |
| 6     | Каміла Варгас Паломо | Сальвадор | 8:07.67 | Півфінал C/D |

#### Чвертьфінал 3
| Місце | Спортсмен                    | Країна    | Час     | Примітки     |
| ----- | ---------------------------- | --------- | ------- | ------------ |
| 1     | Чжан Сююнь                   | КНР       | 7:39.58 | Півфінал A/B |
| 2     | Юлія Левіна                  | Росія     | 7:41.28 | Півфінал A/B |
| 3     | Доната Віштартайте           | Литва     | 7:45.68 | Півфінал A/B |
| 4     | Мішін Торнікрофт             | Зімбабве  | 7:56.66 | Півфінал C/D |
| 5     | Люсія Палермо                | Аргентина | 8:06.47 | Півфінал C/D |
| 6     | Пхуттхаракса Нігрі-Роденбург | Таїланд   | 8:16.50 | Півфінал C/D |

#### Чвертьфінал 4
| Місце | Спортсмен          | Країна         | Час     | Примітки     |
| ----- | ------------------ | -------------- | ------- | ------------ |
| 1     | Фіє Удбі Еріхсен   | Данія          | 7:38.93 | Півфінал A/B |
| 2     | Катерина Карстен   | Білорусь       | 7:42.00 | Півфінал A/B |
| 3     | Наталія Мустафаєва | Азербайджан    | 8:00.26 | Півфінал A/B |
| 4     | Кім Є-Джі          | Південна Корея | 8:00.26 | Півфінал C/D |
| 5     | Харуна Сакакібара  | Японія         | 8:12.26 | Півфінал C/D |
| 6     | Кіссья да Коста    | Бразилія       | 8:12.85 | Півфінал C/D |

### Півфінали

#### Півфінали C/D
Перші три спортсмени з кожного заїзду проходять у фінал C, інші потрапляють у фінал D.
| Місце | Спортсмен                    | Країна    | Час     | Примітки |
| ----- | ---------------------------- | --------- | ------- | -------- |
| 1     | Саніта Пушпуре               | Ірландія  | 7:51.69 | Фінал C  |
| 2     | Кіссья да Коста              | Бразилія  | 8:01.64 | Фінал C  |
| 3     | Пхуттхаракса Нігрі-Роденбург | Таїланд   | 8:03.91 | Фінал C  |
| 4     | Люсія Палермо                | Аргентина | 8:09.85 | Фінал D  |
| 5     | Дебора Оклі Гонсалес         | Мексика   | 8:14.03 | Фінал D  |
| 6     | Сулмаз Аббасі                | Іран      | 8:30.74 | Фінал D  |

| Місце | Спортсмен            | Країна         | Час     | Примітки |
| ----- | -------------------- | -------------- | ------- | -------- |
| 1     | Мішін Торнікрофт     | Зімбабве       | 7:51.02 | Фінал C  |
| 2     | Яріульвіс Кобас      | Куба           | 7:54.22 | Фінал C  |
| 3     | Каміла Варгас Паломо | Сальвадор      | 7:57.22 | Фінал C  |
| 4     | Кім Є-Джі            | Південна Корея | 7:59.78 | Фінал D  |
| 5     | Харуна Сакакібара    | Японія         | 8:05.65 | Фінал D  |
| 6     | Габріела Москейра    | Парагвай       | 8:10.15 | Фінал D  |

#### Півфінали A/B
Перші три спортсмени з кожного заїзду проходять у фінал A, інші потрапляють у фінал B.
| Місце | Спортсмен          | Країна    | Час     | Примітки |
| ----- | ------------------ | --------- | ------- | -------- |
| 1     | Мірослава Кнапкова | Чехія     | 7:42.57 | Фінал A  |
| 2     | Кім Кроу           | Австралія | 7:44.69 | Фінал A  |
| 3     | Катерина Карстен   | Білорусь  | 7:44.94 | Фінал A  |
| 4     | Юлія Левіна        | Росія     | 7:48.95 | Фінал B  |
| 5     | Доната Віштартайте | Литва     | 7:56.05 | Фінал B  |
| 6     | Марі-Луїз Дрегер   | Німеччина | 8:01.05 | Фінал B  |

| Місце | Спортсмен          | Країна        | Час     | Примітки |
| ----- | ------------------ | ------------- | ------- | -------- |
| 1     | Фіє Удбі Еріхсен   | Данія         | 7:44.33 | Фінал A  |
| 2     | Чжан Сююнь         | КНР           | 7:45.58 | Фінал A  |
| 3     | Емма Твігг         | Нова Зеландія | 7:46.71 | Фінал A  |
| 4     | Дженевра Стоун     | США           | 7:52.98 | Фінал B  |
| 5     | Фріда Свенссон     | Швеція        | 7:54.52 | Фінал B  |
| 6     | Наталія Мустафаєва | Азербайджан   | 8:06.83 | Фінал B  |

### Фінали

#### Фінал E
| Місце | Спортсмен           | Країна    | Час     | Примітки |
| ----- | ------------------- | --------- | ------- | -------- |
| 1     | Светлана Германовіч | Казахстан | 8:37.08 |          |
| 2     | Аміна Руба          | Алжир     | 8:42.23 |          |
| 3     | Раша Сула           | Туніс     | 8:49.47 |          |
| 4     | Шве Зін Латт        | М'янма    | 8:56.06 |          |

#### Фінал D
| Місце | Спортсмен            | Країна         | Час     | Примітки |
| ----- | -------------------- | -------------- | ------- | -------- |
| 1     | Кім Є-Джі            | Південна Корея | 8:32.57 |          |
| 2     | Габріела Москейра    | Парагвай       | 8:34.51 |          |
| 3     | Люсія Палермо        | Аргентина      | 8:40.38 |          |
| 4     | Дебора Оклі Гонсалес | Мексика        | 8:40.70 |          |
| 5     | Харуна Сакакібара    | Японія         | 8:42.90 |          |
| 6     | Сулмаз Аббасі        | Іран           | 8:57.98 |          |

#### Фінал C
| Місце | Спортсмен                    | Країна    | Час     | Примітки |
| ----- | ---------------------------- | --------- | ------- | -------- |
| 1     | Саніта Пушпуре               | Ірландія  | 7:59.77 |          |
| 2     | Мішін Торнікрофт             | Зімбабве  | 8:07.52 |          |
| 3     | Яріульвіс Кобас              | Куба      | 8:14.59 |          |
| 4     | Каміла Варгас Паломо         | Сальвадор | 8:19.75 |          |
| 5     | Пхуттхаракса Нігрі-Роденбург | Таїланд   | 8:34.11 |          |
| –     | Кіссья да Коста              | Бразилія  |         | DNS      |

#### Фінал B
| Місце | Спортсмен          | Країна      | Час     | Примітки |
| ----- | ------------------ | ----------- | ------- | -------- |
| 1     | Дженевра Стоун     | США         | 7:45.24 |          |
| 2     | Доната Віштартайте | Литва       | 7:47.94 |          |
| 3     | Юлія Левіна        | Росія       | 7:49.22 |          |
| 4     | Фріда Свенссон     | Швеція      | 7:56.42 |          |
| 5     | Марі-Луїз Дрегер   | Німеччина   | 8:11.71 |          |
| 6     | Наталія Мустафаєва | Азербайджан | 8:23.64 |          |

#### Фінал A
| Місце | Спортсмен          | Країна        | Час     | Примітки |
| ----- | ------------------ | ------------- | ------- | -------- |
| 1     | Мірослава Кнапкова | Чехія         | 7:54.37 |          |
| 2     | Фіє Удбі Еріхсен   | Данія         | 7:57.72 |          |
| 3     | Кім Кроу           | Австралія     | 7:58.04 |          |
| 4     | Емма Твігг         | Нова Зеландія | 8:01.76 |          |
| 5     | Катерина Карстен   | Білорусь      | 8:02.86 |          |
| 6     | Чжан Сююнь         | КНР           | 8:03.10 |          |